# Lestrove (Dodro)
Lestrove (en gallego y oficialmente, Lestrobe) es una aldea de la parroquia de Dodro en el concejo coruñés de Dodro, en la comarca del Sar.
En el pazo de Hermida, declarado bien de interés cultural, se firmó el 26 de marzo de 1930 el Pacto de Lestrove. Otra construcción civil de interés es el pazo de Lestrove.
Según el tomo correspondiente del Diccionario geográfico-estadístico-histórico de España y sus posesiones de Ultramar de Pascual Madoz, en sus cercanías existía un bien acondicionado palacio de retiro para los arzobispos de Santiago de Compostela.

## Demografía
| Gráfica de evolución demográfica de Lestrove entre 2010 y 2020 |
|                                                                |
| Datos según el nomenclátor publicado por el INE.               |

## Fiestas
- Fiesta de los Afligidos, el último domingo del mes de agosto y el lunes y martes siguientes.